# Pinakotéka moderny
Pinakotéka moderny (německy Pinakothek der Moderne) v Mnichově je muzejní areál, v němž jsou umístěna čtyři nezávislá muzea, věnovaná výtvarnému umění, architektuře a designu s těžištěm sbírek od 20. století do současnosti. Prezentace Pinakotéky moderny tak navazuje na Starou a Novou pinakotéku, které se věnují předchozím etapám dějin umění.
Pinakotéka moderny zahrnuje tyto instituce: 
- Sbírka moderního umění  (německy Sammlung Moderne Kunst), součást Bavorských státních sbírek malířského umění (Bayerische Staatsgemäldesammlungen),
- Nová sbírka (německy Neue Sammlung), první a největší muzeum designu světa,
- Muzeum architektury Technické univerzity Mnichov (německy Architekturmuseum der Technischen Universität München),
- Státní grafická sbírka (německy Staatliche Graphische Sammlung), významná sbírka grafiky.

Budovu Pinakotéky moderny navrhl Stephan Braunfels a byla otevřena roku 2002. Nedaleko se nachází další významná galerie moderního umění, Muzeum Brandhorstových (německy Museum Brandhorst).

## Galerie

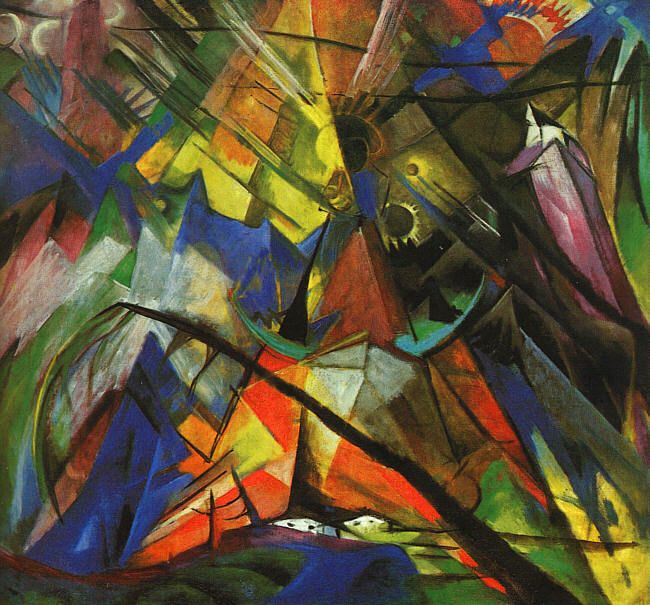
Franz Marc: Tyrolsko (1914)
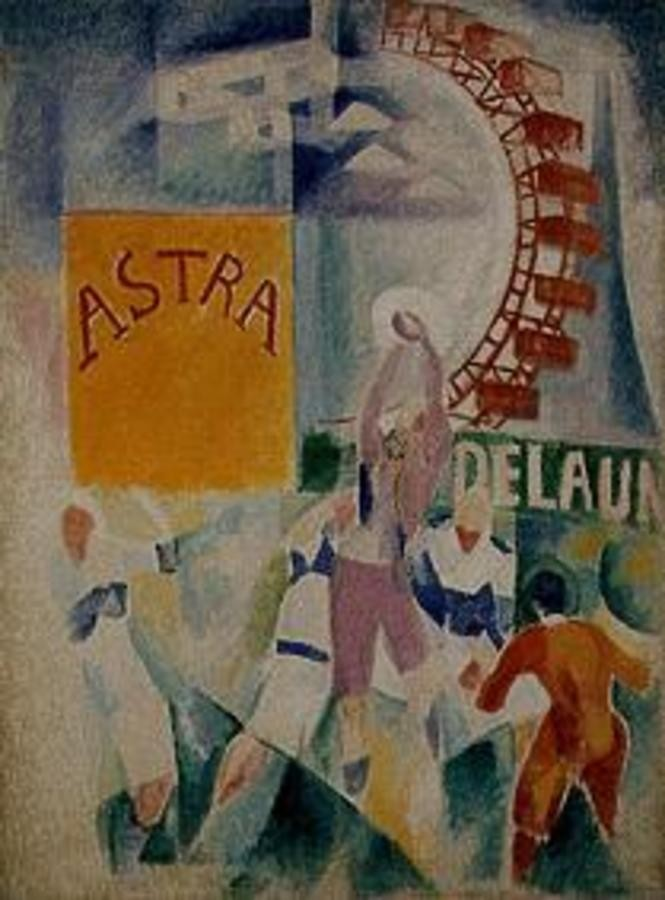
Robert Delaunay: Mužstvo Cardiffu, 1913
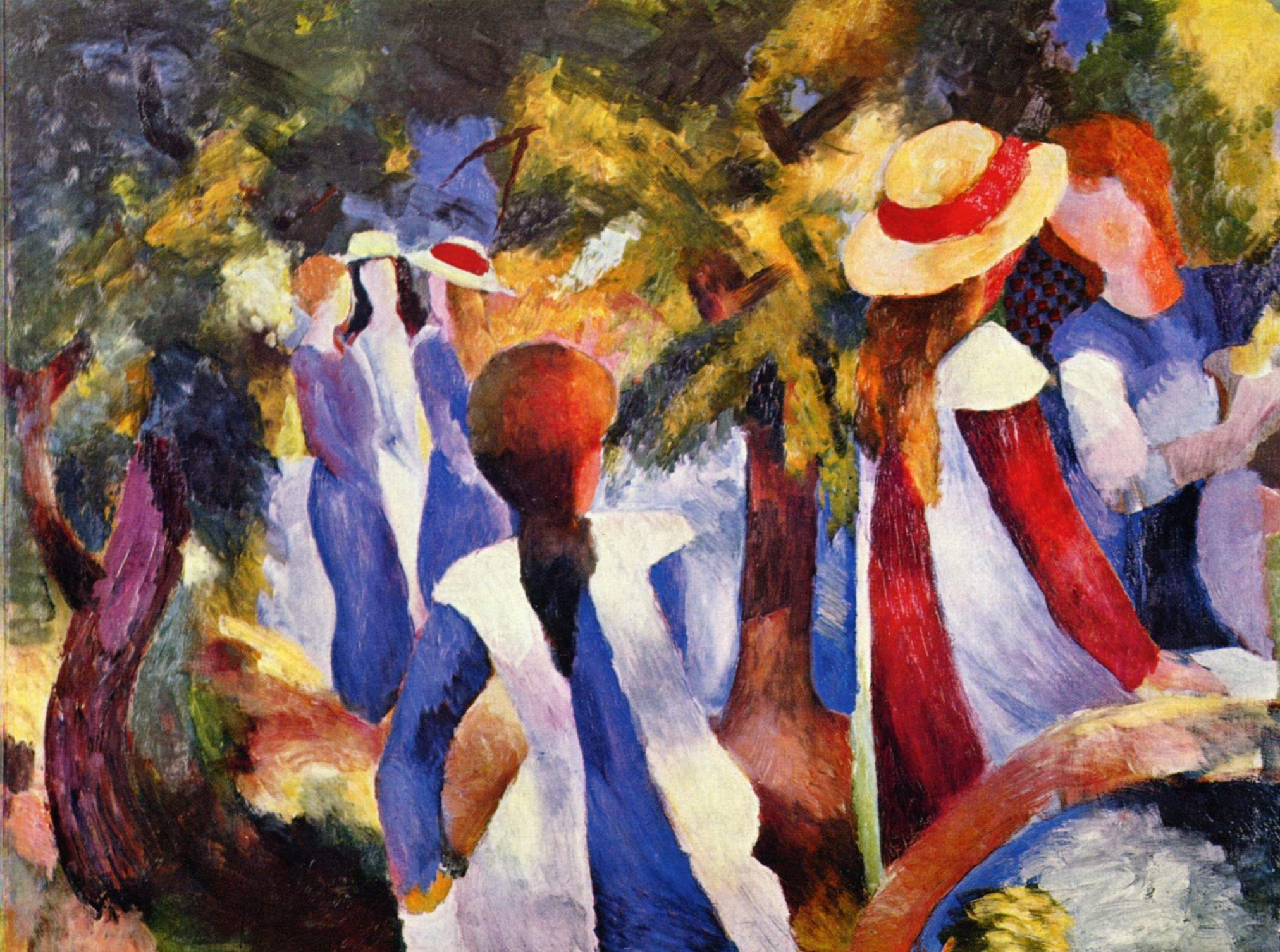
August Macke: Dívky pod stromy, 1914
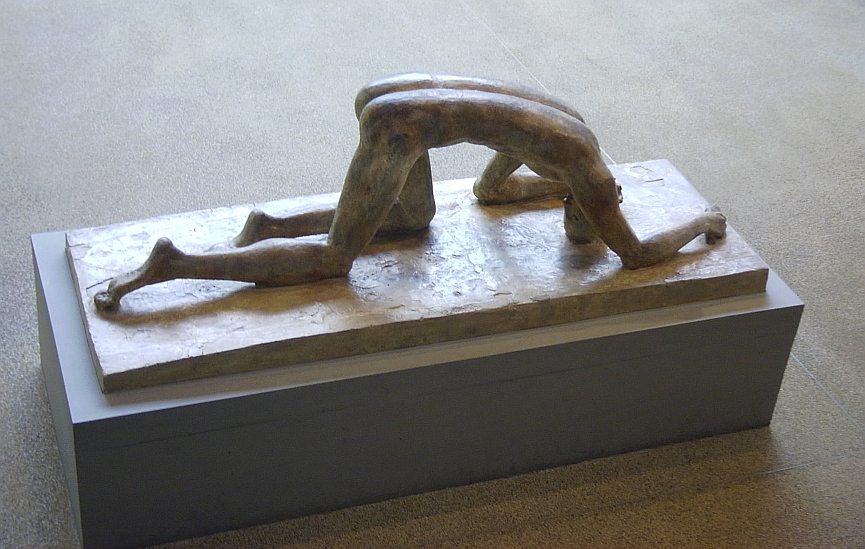
Wilhelm Lehmbruck: Zřícený, 1915/1916
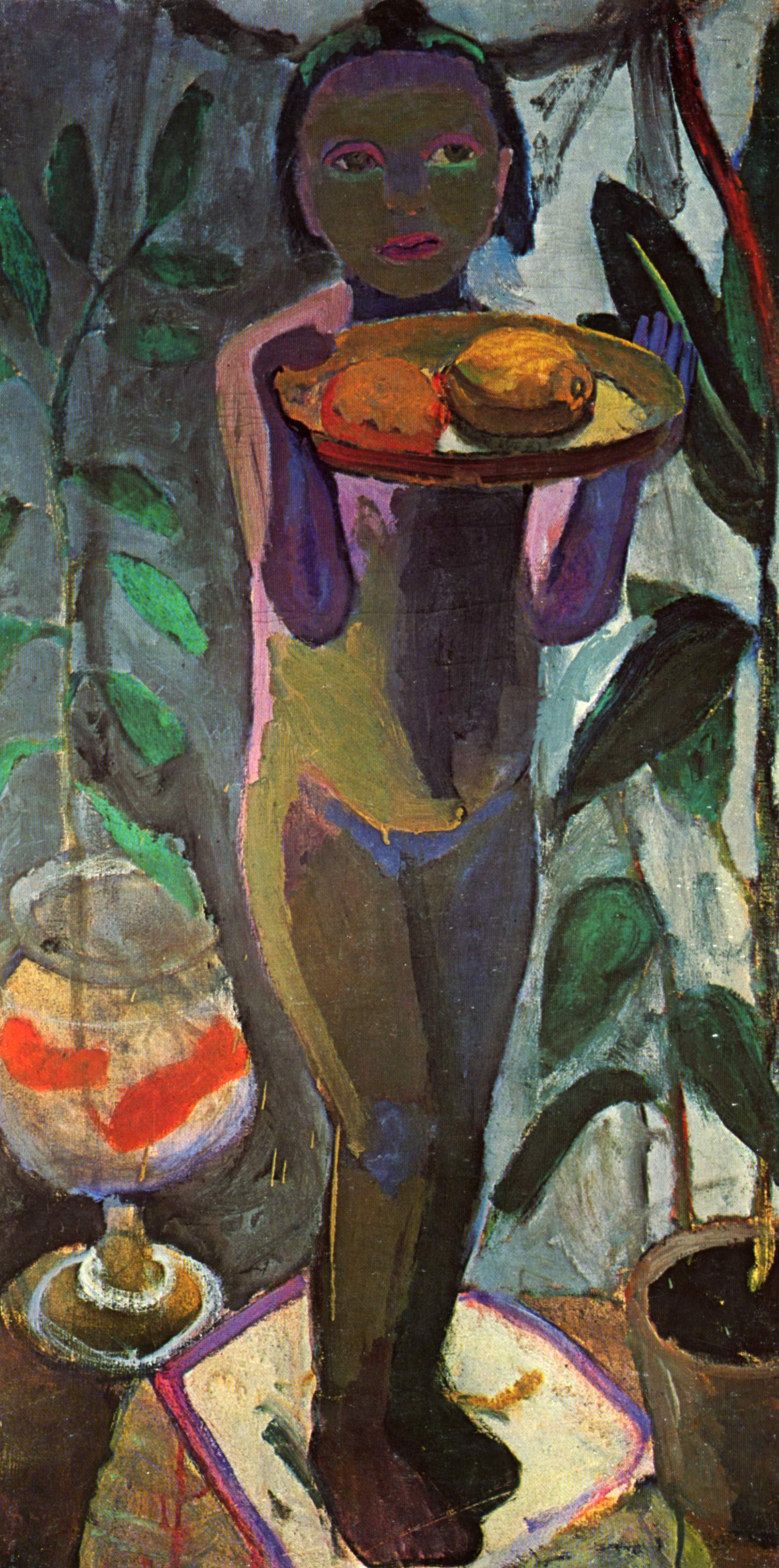
Paula Modersohn-Beckerová: Dětský akt s akváriem, 1906/1907
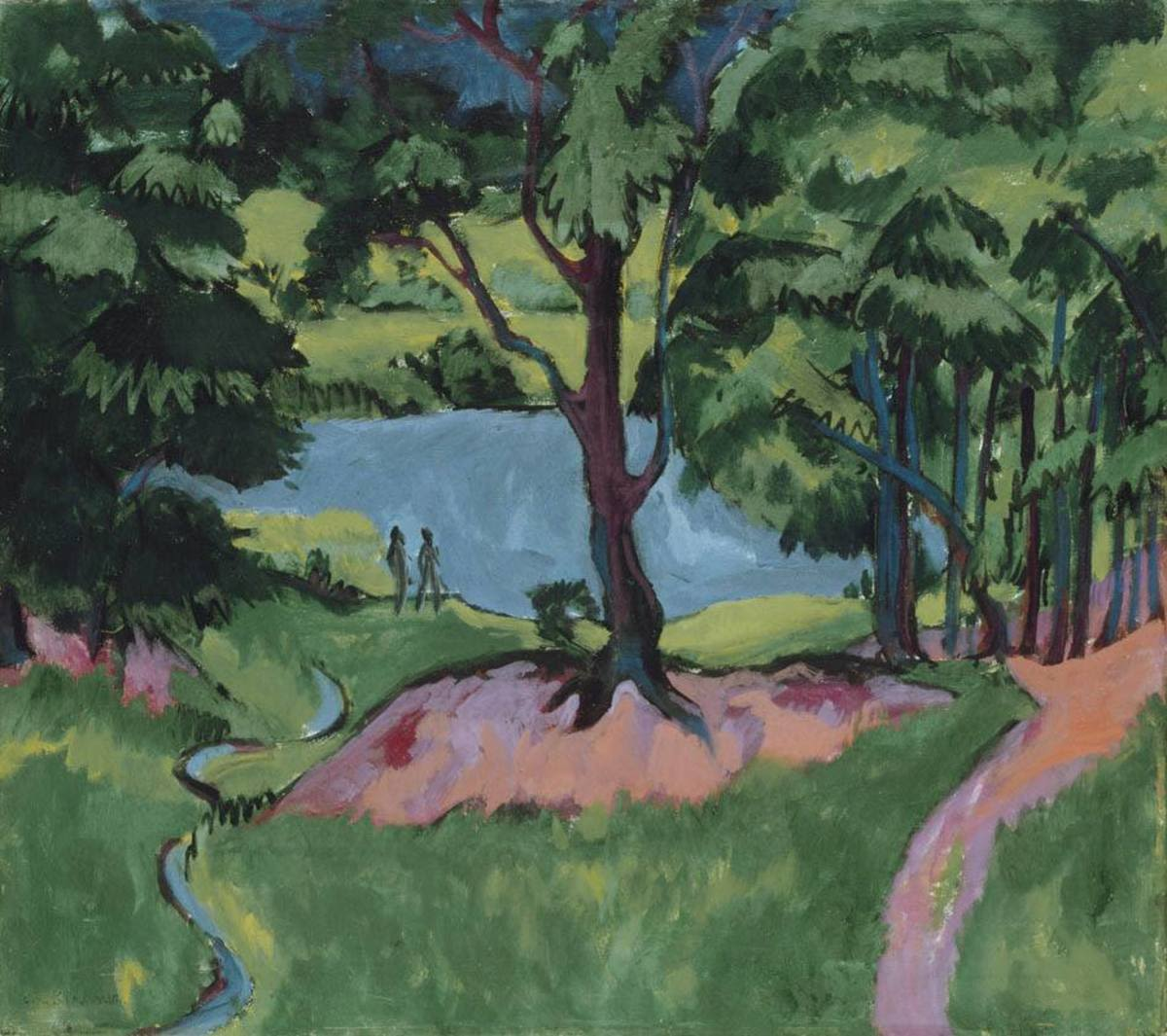
Ernst Ludwig Kirchner: Šumavské lesní jezero, 1911
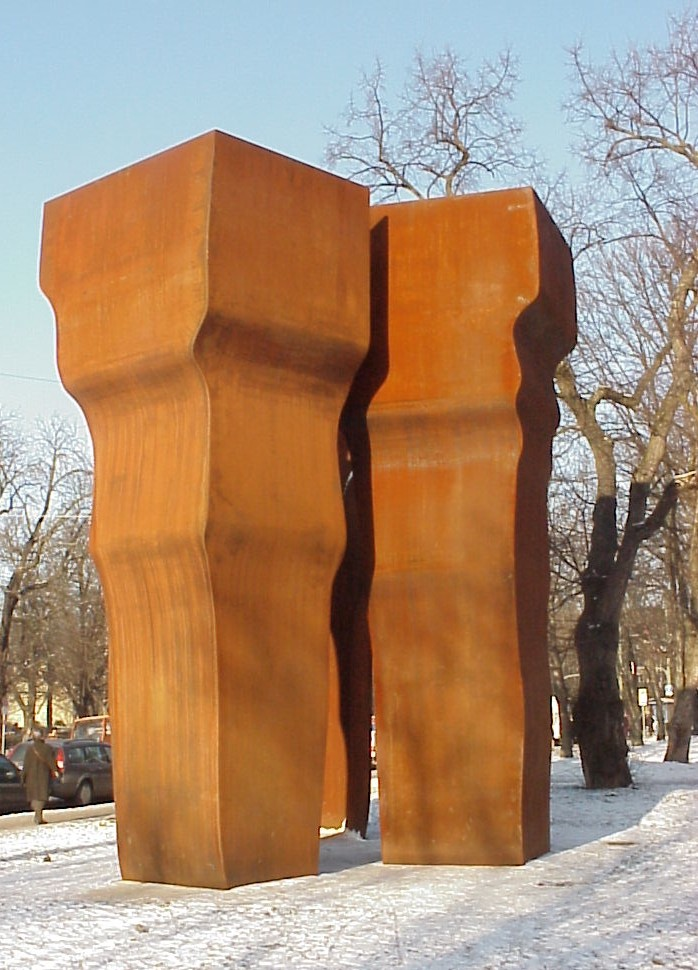
Eduardo Chillida: Buscando la Luz, 1997